# Parafia św. Katarzyny w Brąswałdzie
Parafia św. Katarzyny w Brąswałdzie – parafia rzymskokatolicka w archidiecezji warmińskiej w dekanacie Dobre Miasto.
Na terenie parafii znajduje się kościół parafialny św. Katarzyny,  kościół filialny – kaplica pod wezwaniem św. Józefa w Bukwałdzie oraz dom zakonny sióstr katarzynek w Brąswałdzie i karmelitanek bosych w  Spręcowie.

## Historia
Parafia powstała w  drugiej połowie XIV w. Przed rokiem 1525 parafia należała archiprezbiteratu w Dobrym Mieście, a współcześnie należy do dekanatu Olsztyn II Zatorze.
Daty związane z historią kościoła parafialnego:
- 1363 dotowanie kościoła parafialnego przez kapitułę warmińską.
- po 1500 budowa nowego kościoła na miejscu świątyni zniszczonej przez Litwinów
- 1580 konsekracja kościoła przez biskupa warmińskiego Marcina Kromera
- 1617 odbudowany po pożarze kościół konsekruje biskup Szymon Rudnicki
- 1894–1896 budowa nowego kościoła na miejscu starego.
- 1897 konsekracja kościoła przez biskupa Andrzeja Thiela
- 1930 poświęcenie kaplicy w Bukwałdzie przez ks. Alojzego Moritza

## Proboszczowie
- 1845–1871 ks. Franciszek Kaupowicz
- 1871-1877 ks. Józef Nenter
- 1883- 1894 ks. Hermann Macherzyński
- 1894-1928 ks. Walenty Barczewski
- 1928- ? ks. Alojzy Moritz

## Obszar
Wsie przynależne do parafii w roku 1729 obok Brąswałdu należały następujące wsie: Pisty, Kajny, Barkweda, Spręcowo, Bukwałd, Redykajny. Pod koniec XIX w. do parafii należały wsie: Brąswałd, Spręcowo, Barkweda, Redykajny, Kajny i Mątki.